# Liste der Naturdenkmale in Windhagen
Die Liste der Naturdenkmale in Windhagen nennt die im Gebiet der Ortsgemeinde Windhagen ausgewiesenen Naturdenkmale (Stand 14. Oktober 2013).

## Naturdenkmale
| Nr.         | Bezeichnung | Lage                                     | Beschreibung | Bild                                    |
| ----------- | ----------- | ---------------------------------------- | ------------ | --------------------------------------- |
| ND-7138-374 | Eiche       | Stockhausen, Ringstraße, bei Nr. 26 Lage | Quercus sp.  | Direkt Bild zu diesem Denkmal hochladen |